# Amber Montana
Amber Dawn Montana (Tampa, Florida; 2 de diciembre de 1998) es una actriz infantil estadounidense, más conocida por protagonizar la serie de Nickelodeon, The Haunted Hathaways, interpretando a Taylor Hathaway.

## Vida y carrera
Es de ascendencia colombiana por parte de madre. Cuando tenía ocho años, se mudó a California para buscar oportunidades como actriz.
En 2008 consiguió el papel de una niña que es secuestrada en la película She Could Be You. A partir de ese momento, decidió seguir en su carrera consiguiendo papeles importantes los años siguientes, hasta llegar al canal Nickelodeon, donde hizo su primera aparición como ella misma en el show de juegos BrainSurge, y protagonizó su propia serie de televisión.
Toca el piano y hace obras de caridad para refugios de animales. Ve al actor Johnny Depp como su inspiración en las películas dramáticas, Lucille Ball como su inspiración en la comedia, y en la música a Demi Lovato y a Ed Sheeran.

## Filmografía
| Año  | Título                                         | Papel             | Notas              |
| ---- | ---------------------------------------------- | ----------------- | ------------------ |
| 2011 | Monster Mutt                                   | Niña escolar      | Cine independiente |
| 2008 | She Could Be You                               | Jennifer Marteliz |                    |
| 2015 | Un gallo con muchos huevos (versión en inglés) | Di (voz)          |                    |
| 2016 | Vanished                                       | Gabby             |                    |

| Año       | Título                       | Papel           | Notas                                       |
| --------- | ---------------------------- | --------------- | ------------------------------------------- |
| 2013–2015 | The Haunted Hathaways        | Taylor Hathaway | Protagonista; Serie original de Nickelodeon |
| 2011      | Man Up!                      | Samantha        | Episodio "Pilot"                            |
| 2010      | I Didn't Know I Was Pregnant | Maggie          | Episodio 3.09                               |